# Indiai repülőkutya
Az indiai repülőkutya (Pteropus giganteus) az emlősök (Mammalia) osztályának denevérek (Chiroptera) rendjébe, ezen belül a nagydenevérek (Megachiroptera) alrendjébe és a repülőkutyafélék (Pteropodidae) családjába tartozó nagy méretű faj.

## Előfordulása
Az indiai repülőkutya széles körben elterjedt a Maldív-szigetektől Pakisztánon, Indián, Nepálon, Srí Lankán át egészen Mianmarig.

## Alfajai
- Pteropus giganteus giganteus
- Pteropus giganteus ariel
- Pteropus giganteus chinghaiensis
- Pteropus giganteus leucocephalus

## Megjelenése
Az egyik legnagyobb testű denevérfaj. Az állat fej-test hossza 30 centiméter, vitorlafesztávolsága 170 centiméter; A hím testtömege 1300–1600 gramm, a nőstényé pedig 900 gramm. A vitorla lényegesen hosszabb és szélesebb, mint a legtöbb rovarevő denevéré, igen alkalmas a lendületes repülésre; felmelegedés és alvás közben a repülőkutya beburkolózik a több helyen ízülettel ellátott vitorlába. Hátsó lábán öt ujj van. Karmai hosszúak; alkalmasak az ágakon való csüngésre és a nagy gyümölcsökön történő megkapaszkodásra táplálkozás közben. Az állat egy vagy mindkét lábán is képes függeszkedni. A hallása fejlett; a repülőkutya nősténye hangjáról is felismeri kölykét. A repülőkutya éjjel röptében nem használ ultrahangos bemérőrendszert, hanem remek látására hagyatkozik.
Az, hogy pontosan melyik is a legnagyobb testű denevérfaj, nem teljesen tisztázott. Az indiai repülőkutya mellett az aranykoronás repülőkutya (Acerodon jubatus) és az óriás repülőkutya vagy kalong (Pteropus vampyrus) is hasonló méretekkel bír.

## Életmódja
A repülőkutya kolóniákban él, alkonyatkor és pirkadatkor a legaktívabb. Tápláléka mangó, guajáva, banán és egyéb gyümölcsök. Körülbelül 15 évig él, a legmagasabb ismert kor 31 év 4 hónap.

## Szaporodása
Az ivarérettséget 1-2 éves korban éri el. A párzási időszak július–október között van. A vemhesség körülbelül 150 napig tart, ennek végén 1 utód jön a világra. Az elválasztás 5 hónap után következik be, de a kölyök még 3 hónapot az anyja mellett ül.

## Rokon fajai
Az indiai repülőkutya a Pteropus nemen belül a Pteropus vampyrus fajcsoport tagja. Ide tartoznak a legnagyobb testű fajok.
Legközelebbi rokona az óriás repülőkutya más néven kalong (Pteropus vampyrus). Szintén közeli rokonai a valamivel kisebb burmai repülőkutya (Pteropus intermedius) és a Lyle-repülőkutya (Pteropus lylei).

## Képek

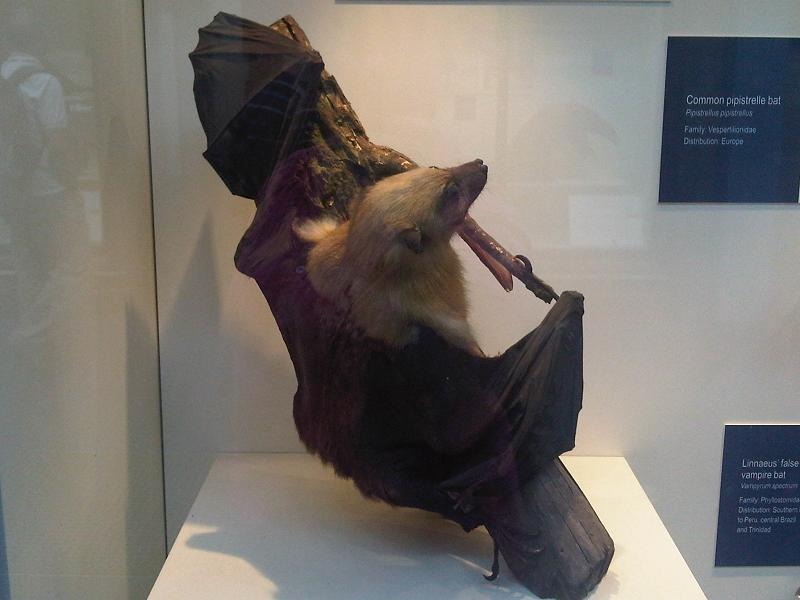
Kitömött indiai repülőkutya a londoni Természettudományi Múzeumban
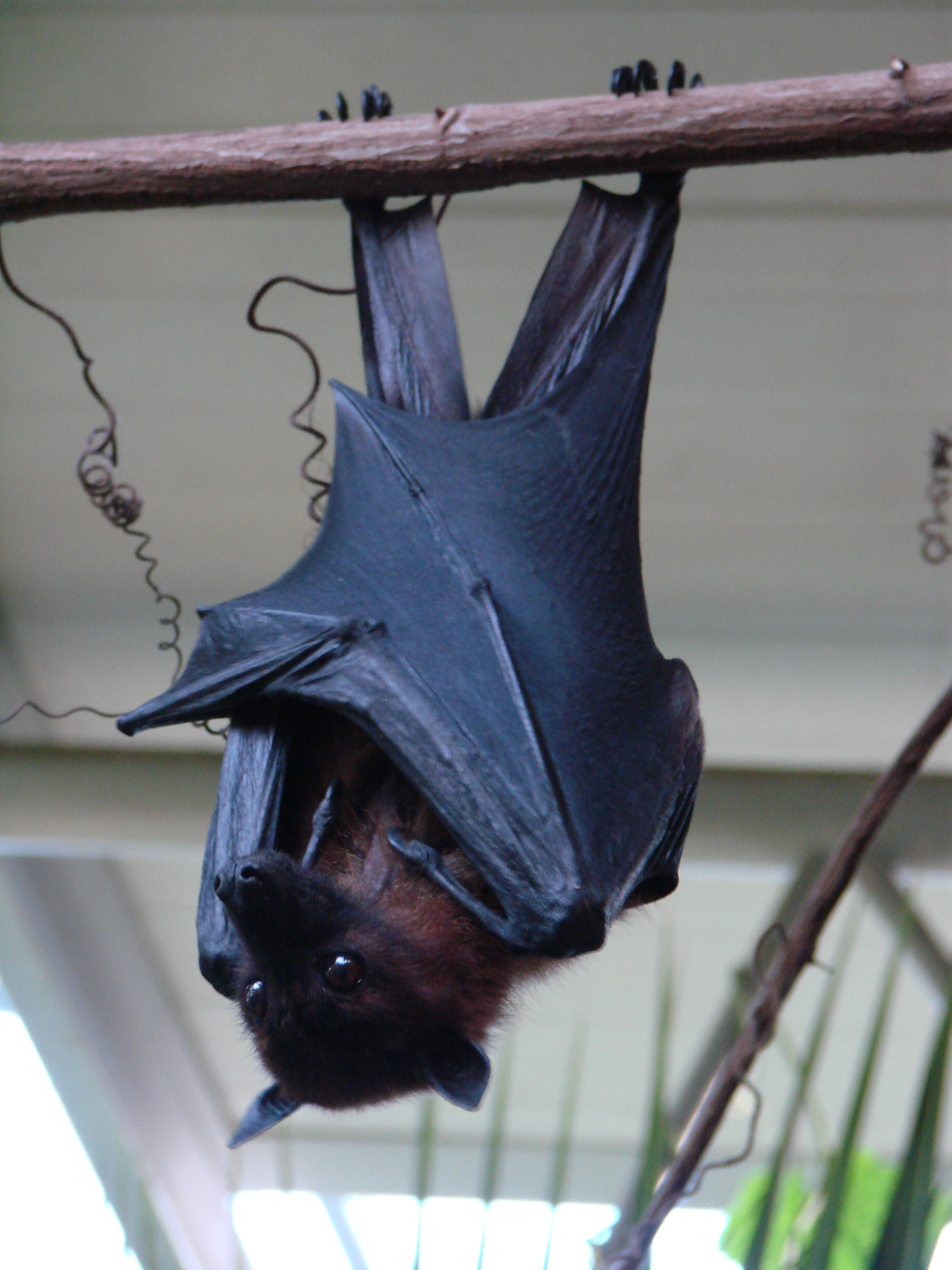
Állatkerti példány